# Villaggio Mall
Villaggio Mall i Doha i Qatar är en stor galleria med flera hundra butiker. Interiören har ett venetianskt tema och har en kanal. Gallerian ligger på gatan Al Waab i den västra delen av Doha, i kommunen Baaya, vilket är cirka 13 kilometer ifrån Dohas centrum. Gallerian har över 50 000 besökare per dag. Hela byggnadskonstruktionen (inklusive parkeringsplatser) tar upp 360 000 kvadratmeter. I gallerian finns det, förutom affärer, en isrink och en nöjespark vid namn Gondolania.

## Bildgalleri

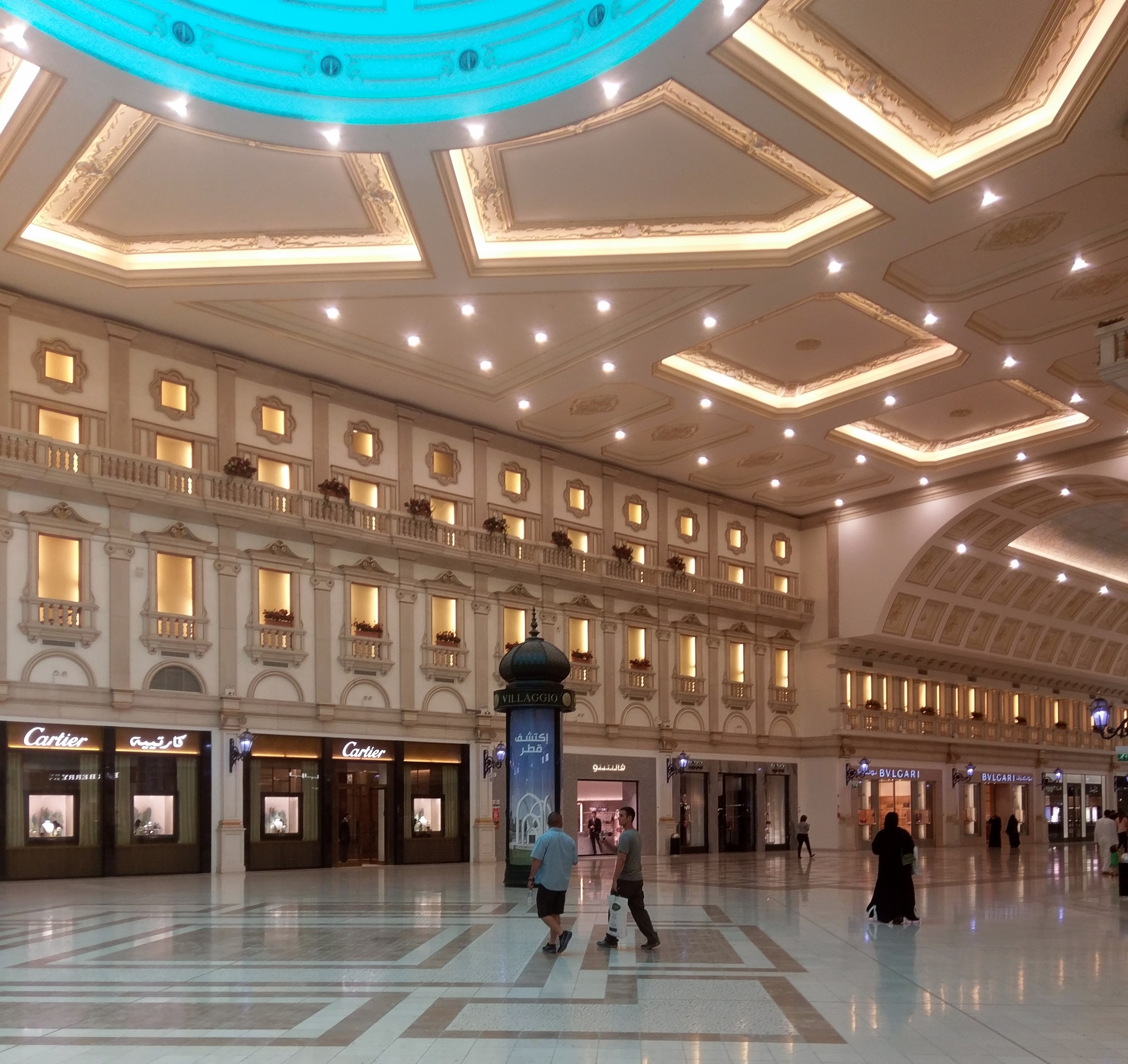
Interiören.
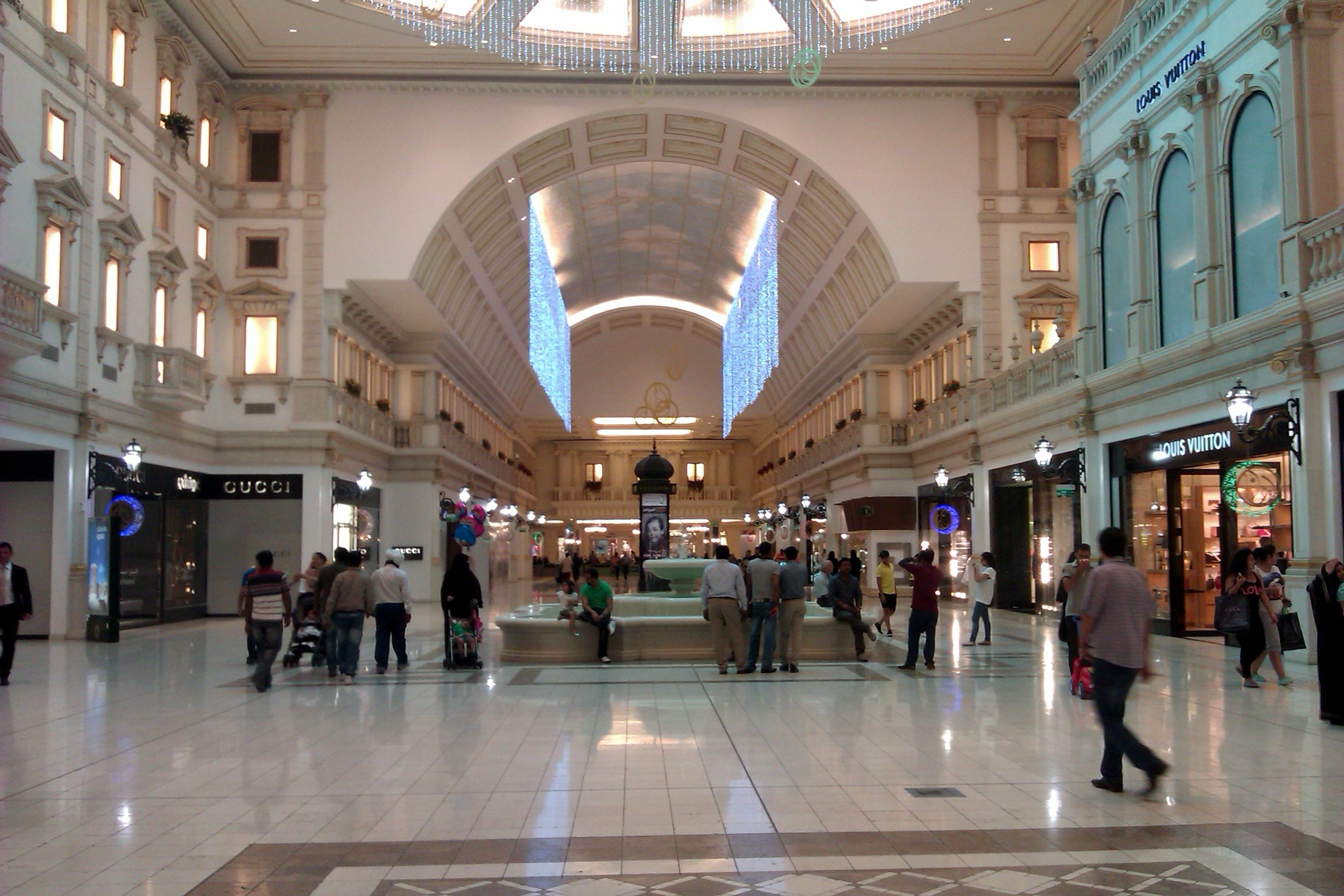
Interiören.